# 妹天堂！2
《妹天堂！2》是MOONSTONE公司的旗下品牌MOONSTONE Cherry在2013年5月31日發售的戀愛冒險類型成人遊戲。2013年11月28日由電腦CLUB（電脳CLUB）發售DVDPG版。《妹天堂！2》是成人遊戲《妹天堂！》的續作，兩者情節類似，皆對近親性行為進行了描繪，不過角色並不相同。
《妹天堂！2》擁有多條劇情分支路線，每條路線皆有一系列預先設定的場景和人物互動。整個系列聚焦於五名女主角對玩家角色的吸引力。大部分場景都是在刻畫角色之間的性行為。整個故事以七瀨惠一的視角作切入點，其父母因為出國旅行而不在家，故此需跟妹妹們一同留守在家。《妹天堂！2》在Getchu屋上發售後隨即成為第六暢銷的遊戲，6月時亦同樣繼續躋身於排行榜。
《妹天堂！2》在發售之後曾改編成其他作品。改編自該作品的漫畫於2013年8月正式在《TECH GIAN》上連載，2014年2月連載結束。角川書店於後來發售該漫畫的單行本，不過由於漫畫內容引起了不少爭議，所以角川最終選擇回收該些單行本。除此之外還發售了改編自《妹天堂！2》的OVA、輕小說、音頻CD以及藝術圖書。

## 遊戲系統

《妹天堂！2》的遊玩介面，圖中男主角惠一正在跟桃花對話。

《妹天堂！2》採取戀愛冒險的遊玩方式，玩家所扮演的是本作的男主角七瀨惠一。基本上玩家在遊玩的時候都需閱覽屏幕上所顯示的文本，用以了解故事情節和人物之間的對話。該些文字會與人物拼合圖和背景一同出现，用以表示惠一在跟誰對話。玩家會在故事中遇見代替背景和人物拼合圖的CG。《妹天堂！2》擁有多條劇情分支路線，每條路線的结局皆有所不同。玩家的選擇最終會影響進入哪條路線，从而影響结局。
角色之間的關係正如遊戲標題般，帶有一定的性意味；相關場景包括手交、口交以及性交。玩家在某些預設的段落中須選擇行為選項，對話框的下一段文本在做出選擇前並不能夠顯示。一些選項可能會令遊戲提早結束，另一些則會改變結局。玩家必須反覆載入選項頁面並選擇不同的選項，才能夠觀覽存於不同路線的劇情。《妹天堂！2》擁有幾個不同的結局，其中更包括後宮結局。

## 故事
在學校放暑假的時候，父母因為出國旅行而不在家，所以七瀬恵一跟妹妹們一同留守在家。由於接連不斷的意外和原本喜歡哥哥的妹妹們開始展開積極追求使恵一感到苦惱。

## 角色
七瀨惠一（OVA聲優：舌純）
本作男主角，前作《妹天堂！》女主角之一七瀬綾的兒子，比妹妹們大一歲的哥哥。喜歡動畫、漫畫、遊戲。
七瀨桃花（聲優：姫川あいり）
身高：157cm　三圍：B95（H）/W59/H92
前作《妹天堂！》女主角之一七瀨綾的女兒，和母親一樣溫柔個性也擅長做家事的妹妹。
七瀨理理奈（七瀬理々奈，聲優：橘まお）
身高：165cm　三圍：B99（I）/W57/H87
前作《妹天堂！》女主角之一七瀨理央的女兒，和母親一樣傲嬌個性的成績優秀妹妹。總是會要求哥哥注意紀律。
七瀨柚子（聲優：木ノ下やや）
身高：140cm　三圍：B70（AA）/W53/H74
前作《妹天堂！》女主角之一七瀨日和的女兒，個性天真無邪。
七瀨千春（聲優：上田朱音）
身高：153cm　三圍：B90（G）/W55/H86
前作《妹天堂！》女主角之一七瀨小春的女兒，和母親一樣擅長運動的妹妹，所屬拉拉隊。和哥哥一樣也喜歡動畫、漫畫、遊戲。
七瀨雫（七瀨 しずく，聲優：鈴谷麻耶）
身高：155cm　三圍：B88（F）/W53/H84
前作《妹天堂！》女主角之一七瀨みちか的女兒，和母親一樣是喜歡讀書，也因此從中習得性知識。

## 開發
《妹天堂！2》為MOONSTONE的旗下品牌MOONSTONE Cherry發行《放課後☆エロゲー部！》和《妹天堂》後的作品。曾於《妹天堂》中擔任监督以及制定角色原案的伊東ライフ，再次於《妹天堂！2》中負責以上項目。水瀬拓未、篁葉月和和泉萬夜共同擔當了本作的編劇。配樂則由青島修造負責。
工作人員
- 企劃/原畫/執行製作人：伊東ライフ[16]
- SD原畫：イチリ
- 劇本：水瀬拓未、篁葉月、和泉万夜
- CG：rastel、ひなたなお、えんどり、エーキチ、明希人
- 設計：GETUMENサーキット
- 背景美術：出雲寺ぜんすけ、てつや
- 動畫：もっち雪
- 音樂：青島修造
- 影片：菱野優希
- 系統監修：薫
- 製作人：恋純ほたる

## 發行
MOONSTONE Cherry於2013年4月18日在其官網上發布了本作的免費試玩版，予供公眾下載試玩。其後在5月31日發售PC正式版的遊戲光碟，同時兼容Windows XP/Vista/7/8。預訂版則會附送像廣播劇CD、抱枕套、電話卡般的贈品。
部分位於秋葉原的商店在正式發售的該天舉辦了工作人員簽名會，並於會場中分發以《妹天堂！2》為主題的禮品。電腦CLUB（電脳CLUB）於11月28日發售了本作的DVDPG版，使其能通過DVD播放器遊玩。DMM.com於次日推出了遊戲的完整付費下載版。にじよめ於2014年4月發佈本作的Android版和iOS版。MangaGamer於2017年12月22日推出本作的英文版。

## 主題曲
遊戲的片頭曲「ももっと☆ぱらだいす!」和片尾曲「いつもおもうと」都是由青島修造擔任作曲、編曲，作詞和歌手則由みるく擔任。

## 相關作品

### OVA
OVA版是由mary jane（メリー・ジェーン）在2013年8月3日和10月4日分別發售2集的成人動畫，每集時長約15分鐘，兩卷皆以理理奈和桃花為封面。第1集的女主角為七瀬理理奈，第2集則為七瀬桃花，七瀨柚子、七瀨千春和七瀨雫皆不在OVA中出現，男主角七瀨惠一在OVA中是由舌純所配音。
各集列表
| 卷數 | 副標題                        | 發售日        |
| ---- | ----------------------------- | ------------- |
| 上巻 | ヒミツのヴァージンぶれいく❤   | 2013年8月3日  |
| 下巻 | 独り占め、ヴァージンぶれいく❤ | 2013年10月4日 |

工作人員
- 原作：『妹ぱらだいす2』（MOONSTONE Cherry）
- 企劃：44℃梅毒
- 角色設計：桜井正明
- 劇本：そのまん○東
- 監督：さだやまやなは
- 制作：ラビットゲート
- 製作：メリー・ジェーン

### 漫畫
在2013年3月至2014年2月期間，enterbrain的成人遊戲雜誌《TECH GIAN》連載了《妹天堂！2》的改編漫畫，該漫畫的作畫是由御影石材負責。角川書店後於2014年4月3日發售單行本（ISBN 978-4047295117） 。後來由於劇情的尺度問題引發爭議導致下架。

### 小說
PARADIGM旗下的ぷちぱら文庫於2013年10月11日發售了《妹天堂！2》的改編成人小說（ISBN 9784894903449），共有249頁。該小說的作者為真幸ひろ，插图则同由伊東ライフ負責。

### 公式視覺寫真書
2014年9月26日，Max出版社發售了一本129頁的公式視覺寫真書，標題為《妹天堂！2 公式視覺寫真書》。其內容包括人物介紹、原創插圖、人物草稿、宣傳插圖，以及工作人員採訪記錄。

### 主題曲CD
市面亦有發售《妹天堂！2》的主題曲CD，其包含了遊戲的片頭曲以及片尾曲，並附上了它們的樂器版、卡拉OK版以及八音盒版。在2013年12月27日發售的一張合輯「GWAVE 2013 1st Progress」包含了幾首來自日本成人遊戲的主題曲，其中之一便是《妹天堂！2》的片頭曲。

### 廣播劇CD
預訂版會附送以其中一名女主角為主題的廣播劇CD（全數5枚），附送廣播劇CD的預訂版在Sofmap、Getchuya、Medio!、Melonbooks以及Amazon這些平台上販賣。

## 評價

### 作品銷售
《妹天堂！2》在日本美少女遊戲暨動漫相關商品銷售網站Getchu屋的2013年5月最暢銷視覺小說遊戲排行榜上排行第六名。6月時亦躋身於排行榜的第二十六名。而在2013年上半年度時銷售量排名則是第十八名，到了2013年全年銷售量排行榜時則是第二十九名。

### 獲獎記錄
在Getchu屋上，《妹天堂！2》亦被票選為2013年5月第九佳的視覺小說遊戲。此外亦在萌系遊戲大賞2013中獲得エロス系作品賞PINK的金賞。

## 爭議
《妹天堂！2》漫畫版最早是定義為全年齢向漫畫直接上架發售，但是在發售單行本後，由於劇情出現亂倫和性行為的內容，在2014年5月12日被東京都政府裁定違反《東京都青少年健全育成條例》被列為「不健全書類」，這類書籍書店必須禁止18歲以下消費者閱讀和購買，並且將書籍移到成人專區陳列。13日母公司KADOKAWA向各大書店發出自主回收的通知以及在拍賣網站以數倍的定價購回，直到16日包含amazon.com的電子書Kindle在內皆全部回收完成。這個事件是《東京都青少年健全育成條例》從2011年7月起實施新修訂後，第一起依此修訂條例為基準判定違法而下架回收的案例
。其他遭受此條例影響的作品包括《缘之空》的改編動畫、《出包王女DARKNESS》的原著漫畫。
評論界一般不支持東京都政府限制《妹天堂！2》漫畫版銷售的決定。漫畫法律保護基金會的兼光ダニエル真要求東京都政府謹慎地再斟酌此一決定，其批評道：「我們應在開始信任推行歧視性政策的政府時謹慎起來，因為它反人類、反性，以及限制人們自我表現的權利。如果有人告訴你同性戀只可在某些媒體上出現，或者你只可隨華爾茲音樂起舞，而波爾卡音樂則不行，你會有什麽感受？」他在評論結尾處寫道：「如果不加以控制，那麼當權者便可以以『危害未成年人』為由把自身的道德觀強加於公眾。」
《萌的宣言》的作者派翠克·加布雷斯（Patrick W. Galbraith）在接受《御宅族 USA》雜誌訪問時被問到：「你認為《妹天堂！2》符不符合『萌』此一分類？」，然後他回答道：「漫畫《妹天堂！2》是依據成人遊戲改編的，所以我會說它是人們自慰時的『拌料』。它在漫畫中不屬於主流，但當有非常可愛的角色融入其中時，便會跟『萌』要素重疊。」此外他評論了東京都政府的限制決定：「我不認為他們不接受《妹天堂！2》是一件奇怪的事。因為它有一群粉絲、以法律上特別提到的近親性行為作賣點，且普遍認為角色非常可愛——這會引起不少人憂慮，因為年輕時的可愛常伴隨著失貞。」正如兼光ダニエル，加布雷斯同樣對政府的決定表示不滿，表示自己「不是該條例的粉絲」。

## 外部連結
- 官方網站（页面存档备份，存于）（日語）